# Зои Папазиси-Папатеодору
Зои (Зоица) Папазиси-Папатеодору (на гръцки: Ζωή Παπαζήση-Παπαθεοδώρου) е арумънска фолклористка и общественичка от Гърция, лидер във Всегръцкото влашко културно общество, активистка за малцинствените права на арумъните в Гърция.

## Биография
Родена е на 9 ноември 1950 година в Кавала, но по произход е от гревенското влашко село Периволи. Работи като гимназиална учителка по химия.
Развива широка дейност по опазване на арумънския език. Зои Папазиси обикаля влашките села в Егейска Македония и записва местните песни и народни стихове, издавайки ги след това в книга, но изписани не с гръцки букви, а с латинска азбука, базирана на румънската. По този начин тя за пръв път след края на Втората световна война, когато новото комунистическо румънско правителство преустановява подкрепата за влашката култура в Гърция, прави връзка между власите в Гърция и румънците. Книгата на Папазиси не е първата фолклорна сбирка, но е първата книга на влашки автор, която оспорва поддържания по това време гръцки консенсус да се отричат всички негръцки етнически идентичности в Гърция и така трудът добива популярност. Публикува влашки песни и фолклорни материали в гръцки етнографски списания, като „Превезаника Хроника“.

## Бибиография
- Παπαζήση-Παπαθεοδώρου, Ζωή. Τα τραγούδια των Βλάχων. Αθήνα 1985.
- Παπαζήση-Παπαθεοδώρου, Ζωή. Τα παραμύθια των Βλάχων. Αθήνα 1996.